# Mặt trận Dân chủ Thống nhất Eritrea
Mặt trận Dân chủ Thống nhất Eritrea (DFEU) là một nhóm phiến quân hiện đang chiến đấu với chính phủ Eritrea. Họ được liên minh với Tổ chức Dân chủ Afar Biển Đỏ (RSADO), người mà họ đã và đang lên kế hoạch để thực hiện các hoạt động chung nhằm công kích chính phủ Eritrea.